# Anarchisme en Suisse
L'anarchisme en Suisse apparait, en tant que courant politique, au sein de la Fédération jurassienne de la Première Internationale, sous l'influence de Michel Bakounine et de militants libertaires tels que James Guillaume et Adhémar Schwitzguébel.

## Éléments historiques

### Époque contemporaine

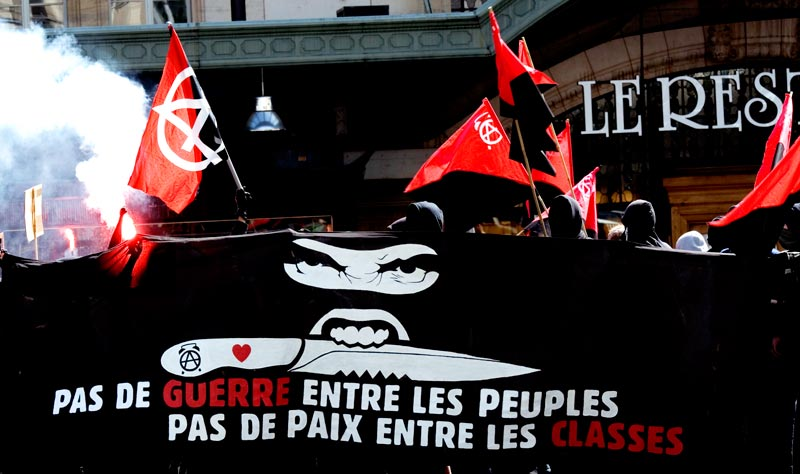
Black Bloc lors de la journée internationale des travailleurs à Lausanne, le 1er mai 2008.

- En 2012, à l'occasion des 140 ans du congrès de Saint-Imier, des « Rencontres internationales de l'anarchisme » réunissent des milliers de personnes, pendant cinq jours, au mois d'août[1],[2].

## Presse libertaire
- Le Bulletin de la Fédération jurassienne est diffusé à près de 600 exemplaires entre 1872 et 1878. Parmi les principaux contributeurs, on retrouve James Guillaume, Paul Brousse, Carlo Cafiero, Pierre Kropotkine, Gustave Lefrançais, Benoit Malon, Paul Robin, Adhémar Schwitzguébel, Auguste Spichiger. Aucun article n’est signé[3],[4].
- Le Révolté, fondé en 1879 par, entre autres, Pierre Kropotkine, Élisée Reclus, François Dumartheray et Georges Herzig. Il est publié à Genève, puis déménagera à Paris en 1885.
- Le Réveil anarchiste est un bimensuel libertaire publié sans interruption à Genève de 1900 à 1946, puis, dans une deuxième période, un trimestriel de 1970 à 1983. Fondé par le typographe tessinois Luigi Bertoni, le journal se réclame du socialisme libertaire puis du communisme libertaire.
- Le Falot, sous-titré « Critique populaire valaisan », est un journal anarcho-syndicaliste bilingue français-italien créée le 1er mai 1914 par le syndicaliste libertaire Clovis-Abel Pignat.

## Personnalités notoires
- Charles Perron (1837-1909), cartographe, principal dessinateur des cartes de la Nouvelle Géographie universelle d’Élisée Reclus, il est membre de l’Association internationale des travailleurs et de la Fédération jurassienne.
- Adhémar Schwitzguébel (1844-1895), théoricien de l'anarchisme collectiviste, fondateur de la Fédération jurassienne et membre de l'Association internationale des travailleurs.
- James Guillaume (1844-1916), militant socialiste libertaire et historien de l'anarchisme, connu pour avoir joué un rôle majeur dans la Fédération jurassienne de l'Association internationale des travailleurs.
- Jacques Gross (1855-1928), membre de la Fédération jurassienne, historien de la Commune de Paris, collaborateur de journaux libertaires et libre-penseurs.
- Luigi Bertoni (1872-1947), typographe, secrétaire syndical, il est l'animateur du Réveil anarchiste - Il Risveglio anarchico à Genève de 1900 à 1946 et l'une des figures majeures du mouvement libertaire durant cette période.
- Carlo Frigerio (it) (1878-1966), typographe et journaliste, anarcho-syndicaliste, il a publié Il Canzoniere dei ribelli (1899) et l' Almanacco socialista anarchico per l'anno 1900, il a été rédacteur de La Grève générale (1902), a collaboré au Réveil anarchiste - Il Risveglio anarchico de Genève, dont il a été le rédacteur responsable après la mort de Luigi Bertoni, et à La Voix du Peuple de Lausanne, il a aussi été rédacteur des revues anarchistes italiennes Umanità nova et Pensiero e Volontà (d'Errico Malatesta) et de 1929 à 1941 de l' Almanacco libertario pro vittime politiche, de 1933 à 1937 il fut président de la section genevoise de la Fédération suisse des typographes.
- Paulette Brupbacher (1880-1967), médecin et féministe libertaire. Néomalthusienne, elle s'engage dans la lutte pour la contraception et le droit à l'avortement. Elle traduit, du russe en français, la Confession de Mikhaïl Bakounine publiée à Paris en 1932. Elle fréquente James Guillaume et Pierre Kropotkine.
- Jean Wintsch (1880-1943), médecin, il collabore au journal Le Réveil anarchiste et à La Voix du Peuple (syndicaliste révolutionnaire). Néomalthusien et pédagogue libertaire, il fonde en 1910 l’école Ferrer de Lausanne.
- Margarethe Faas-Hardegger (1882-1963), ouvrière syndicaliste (première secrétaire féminine de l’Union syndicale suisse), antimilitariste et pacifiste, féministe, elle s'engage pour la liberté sexuelle, la contraception et le droit à l'avortement.
- Lucien Tronchet (1902-1982), syndicaliste révolutionnaire, il est une figure emblématique du syndicalisme ouvrier à Genève, s'engage dans l'action aux côtés des réfugiés italiens anti-fascistes et des libertaires espagnols lors de la guerre civile de 1936-1939. Antimilitariste, il fait par deux fois, en 1920 et 1940, des séjours en prison pour « refus de servir » dans l'armée helvétique.
- Albert Meister (1927-1982), sociologue libertaire, spécialiste du développement et des associations, « Sociologue de l'utopie », il a surtout écrit sur l'autogestion, le milieu associatif et coopératif, et le développement des pays pauvres.
- Werner Sauber (1947-1975), photographe et cinéaste. Activiste, il est membre du Mouvement du 2 Juin et meurt dans un échange de coups de feu avec la police à Cologne.
- Marianne Enckell (1944-), essayiste, éditrice et historienne libertaire vivant en Suisse. Elle s'occupe, avec d'autres, de la gestion du Centre international de recherches sur l'anarchisme (Lausanne).

## Dans l'art et la culture
- Joseph Favre (1849-1903), cuisinier, est surtout connu comme théoricien de la cuisine française et s'attacha à sa démocratisation. Il est avec Grimod de la Reynière, le Baron Brisse et Charles Monselet, l'un des premiers journalistes gastronomiques. En 1874 et 1875, il est membre de la Fédération jurassienne acquise aux idées libertaires et l'ami de Gustave Courbet. Il fréquente Bakounine, Errico Malatesta, Élisée Reclus, Arthur Arnould et Benoît Malon.
- Alexandre Mairet, (1880-1947), artiste peintre, graveur xylographe et illustrateur, il collabore à la presse libertaire et notamment au Réveil anarchiste dont il redessine l’entête en 1930.
- Henri Roorda (1870-1925), écrivain, pédagogue libertaire, humoriste et professeur de mathématiques.
- Espace noir (1984-) est un centre culturel autogéré libertaire. La coopérative est composée d'un théâtre, d'une salle de concerts, d'une librairie, d'une salle de cinéma, d'une galerie et d'une taverne. Des événements culturels et politiques sont régulièrement organisés, et l'association met ses locaux à disposition des mouvements ouvriers, alternatifs, féministes ou environnementaux[5],[6].

## Associations libertaires
- Dans les années 1870, la Fédération jurassienne est la représentante de l’anarchisme en Suisse. Acquise aux idées libertaires de Mikhaïl Bakounine, elle s’affirme durant une décennie comme la figure de proue de l’Internationale antiautoritaire[4].
- Le Centre international de recherches sur l'anarchisme de Lausanne, fondé en 1957 à Genève, est la plus grande (par le nombre de documents conservés) bibliothèque spécialisée en Europe dans ce domaine (voir Marianne Enckell).
- L'Organisation socialiste libertaire, une fédération de groupes socialiste libertaire de Suisse romande fondée en 1982.
- La Fédération libertaire des montagnes, un groupe créé en 1978 et qui a participé à la création de l'Organisation socialiste libertaire.